# U.S. Route 101 (California)

En el estado estadounidense de California, la U.S. Route 101 (también conocida como  Ruta Federal 101 (Carretera 101), La 101, o simplemente como 101) es una de las últimas "rutas" que quedan y más activas de las ruta federales en el estado, y la carretera más larga de cualquier tipo en California.  La "101" fue una de las originales rutas federales establecidas en 1926.
Esta ruta es parte del Sistema de Autovías y Vías Expresas de California y es una carretera escénica.

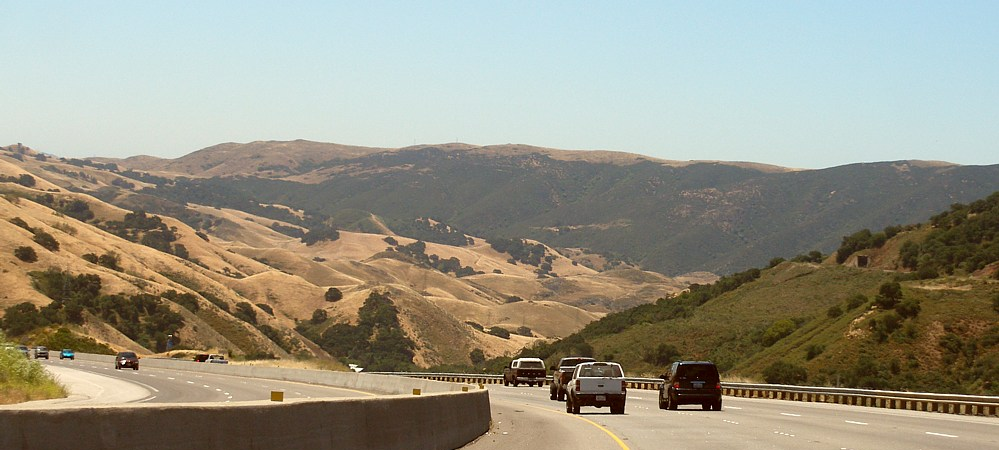
Ruta Federal 101 cerca de San Luis Obispo
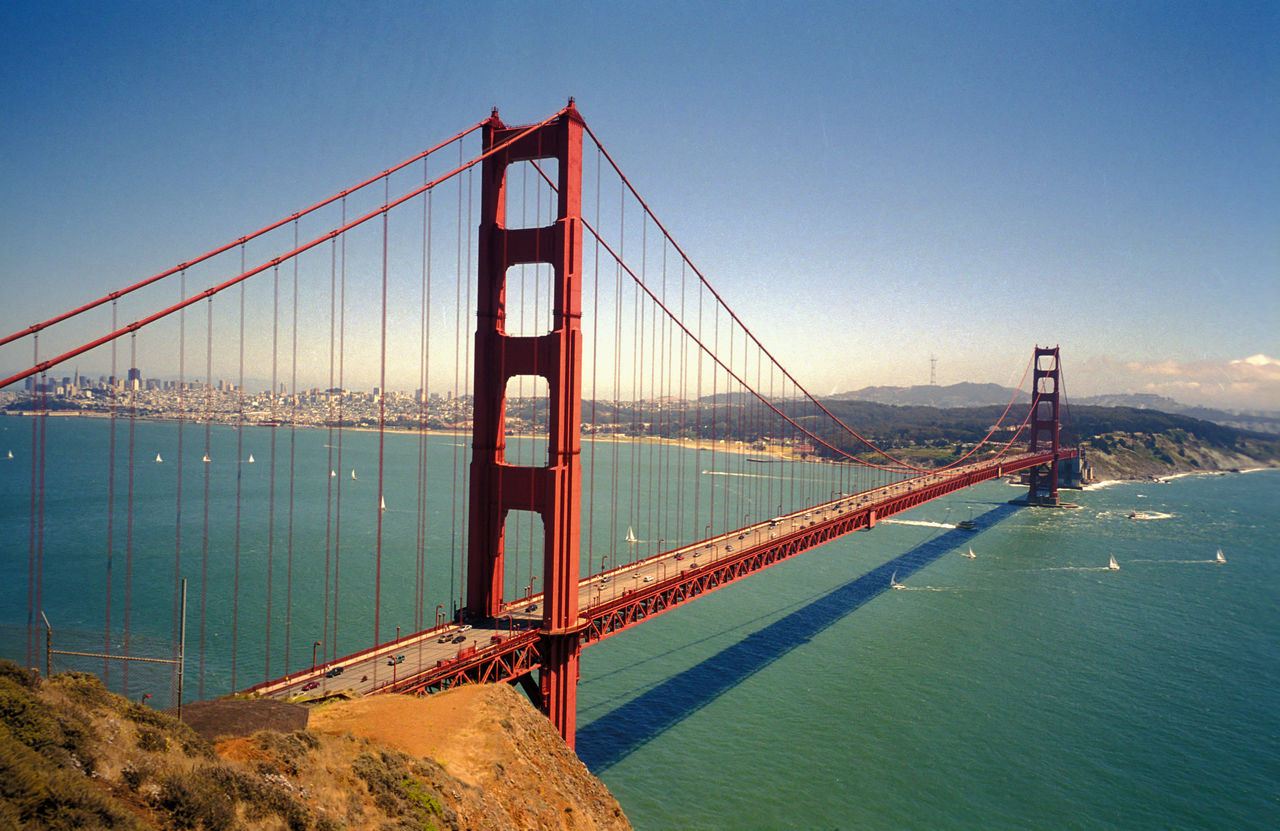
Golden Gate Bridge (U.S. Route 101)
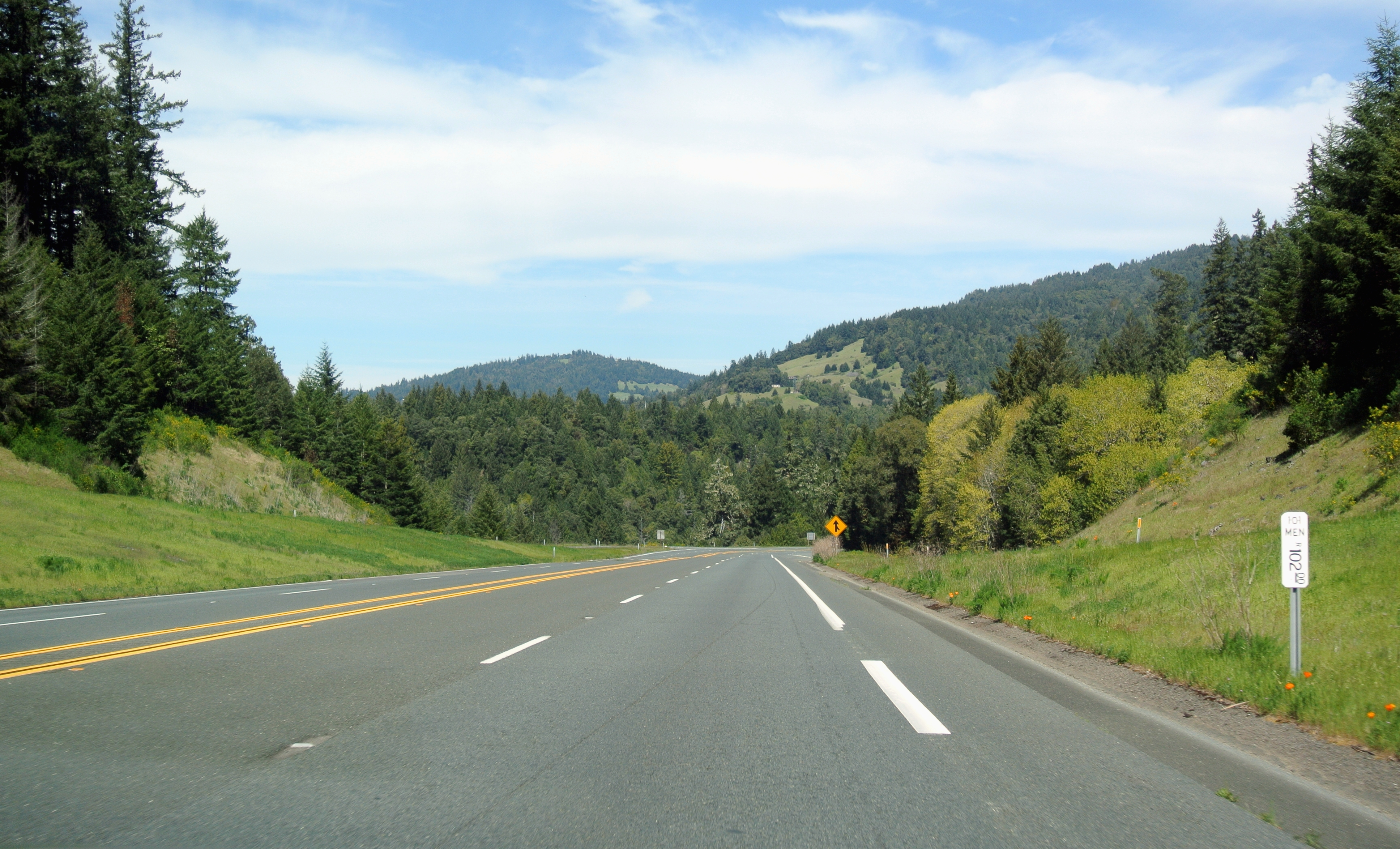
Ruta Federal 101 en el Condado de Mendocino